# Шубалан
Шубала́н (каз. Шұбалаң) — село у складі Джангельдинського району Костанайської області Казахстану. Входить до складу Каламкарасуського сільського округу.
Населення — 135 осіб (2021; 234 у 2009, 299 у 1999, 317 у 1989).